# Baxter Springs (Kansas)
Baxter Springs é uma cidade localizada no estado americano de Kansas, no Condado de Cherokee.

## Demografia
Segundo o censo americano de 2000, a sua população era de 4602 habitantes. 
Em 2006, foi estimada uma população de 4221, um decréscimo de 381 (-8.3%).

## Geografia
De acordo com o United States Census Bureau tem uma área de 
8,3 km², dos quais 8,1 km² cobertos por terra e 0,2 km² cobertos por água. Baxter Springs localiza-se a aproximadamente 275 m acima do nível do mar.

## Localidades na vizinhança
O diagrama seguinte representa as localidades num raio de 12 km ao redor de Baxter Springs. 